# Stara Synagoga w Dortmundzie
Stara Synagoga w Dortmundzie (niem. Alte Synagoge in Dortmund) – nieistniejąca synagoga znajdująca się w Dortmundzie w Niemczech.
Synagoga została zbudowana w 1895 r., w stylu neogotyckim nawiązując do położonego po przeciwnej stronie ulicy budynku Naczelnej Dyrekcji Poczty. Różniło ją to od innych niemieckich synagog tego okresu wznoszonych zazwyczaj w stylu neoromańskim. Autorem projektu synagogi był architekt Eduard Fürstenau. Wewnątrz znajdowało się 1200 miejsc siedzących, z tego 750 dla mężczyzn na parterze i 450 dla kobiet na galeriach.
Po przejęciu władzy w Niemczech przez narodowych socjalistów w budynku naprzeciw synagogi umieszczono władze okręgu NSDAP, którym przeszkadzało sąsiedztwo żydowskiego miejsca kultu. Gmina została zmuszona do sprzedaży budynku. Jesienią 1938 r., jeszcze przed nocą kryształową rozpoczęła się rozbiórka. 19 października 1938 r. wysadzono kopułę. Prace rozbiórkowe zakończono w grudniu 1938 r.
Na miejscu synagogi stoi obecnie budynek Teatru Dortmundzkiego. Od 1998 r. plac przed nim nosi nazwę Platz der alten Synagoge. Ustawiono na nim kamień z tablicą pamiątkową.